# Kancz
Kancz – (1578 m n.p.m.) szczyt w południowo-zachodniej części Gorganów, które są częścią Beskidów Wschodnich. Szczyt ten położony jest na wschód od Synewirskiej Polany, w widłach dolin rzek Terebli i Ozeranki.